# سیارک ۹۱۹۰
سیارک ۹۱۹۰ (به انگلیسی: 9190 Masako، نامگذاری:1991VR1) نه هزار و صد و نودمین سیارک کشف شده‌است که در ۴ نوامبر ۱۹۹۱ کشف شد.
قدر مطلق سیارک برابر ۱۳٫۴۰ است.